# Danco-Küste
Koordinaten: 64° 42′ S, 62° 0′ W
Die Danco-Küste (in Belgien Terre de Danco ‚Dancoland‘) ist ein Küstenabschnitt im Westen der Antarktischen Halbinsel, der zwischen dem Kap Sterneck und dem Kap Renard im Grahamland liegt. Südlich schließt sich die Graham-Küste und nördlich die Davis-Küste an. Vor der Danco-Küste liegt die Gerlache-Straße, die den Palmer-Archipel vom antarktischen Festland trennt.
Sie wurde von Januar bis Februar 1898 durch Teilnehmer der Belgica-Expedition (1897–1899) unter der Leitung des belgischen Polarforschers Adrien de Gerlache de Gomery erforscht. Gerlache benannte die Küste nach dem belgischen Geophysiker Émile Danco (1869–1898), der bei dieser Forschungsreise an einer Herzerkrankung starb.